# グレミャーシチイ (大型ミサイル艦)
グレミャーシチイ(ロシア語: Гремящийグリミャーシイ)は、ソ連で建造された大型ミサイル艦(Большой ракетный корабль)である。艦名は「轟く、鳴り響く」といった意味のロシア語の形容詞で、大祖国戦争中の武勲艦を記念した名称である。そのため、現役期間中は親衛旗を掲揚し、親衛艦を称していた。

## 概要
グレミャーシチイは、57-bis型艦隊水雷艇の2番艦として建造された。工場番号は771号艦で、1957年12月17日付けで海軍に登録された。1958年2月25日にはレニングラード(現サンクトペテルブルク)のA・A・ジュダーノフ記念工場(現セーヴェルナヤ・ヴェールフィ)で起工、1959年4月30日に進水、1960年6月30日には竣工し、同年12月19日付けで北方艦隊に編入された。
1966年から1968年12月29日の間にレニングラードで57-A型への改修工事を受けた。この結果、1969年1月20日付けで種別を大型対潜艦(Большой противолодочный корабль)に変更された。
1970年5月14日から27日にかけては、キューバのハバナとシエンフエーゴスを訪問した。1971年10日から15日にけては、ノルウェーのオスロを訪問した。続いて同年9月21日から26日にかけては、オランダのロッテルダムを訪問した。また、この年には実戦任務のため中東へ派遣され、エジプトを軍事的に支援した。
1987年6月17日には退役し、武装解除の上で試験船(Опытовое судно)に種別を変更された。 1988年8月25日には、名称もOS-315(ОС-315オーエース・トリーッツァチ・ピトナーッツァチ)に変更された。
資金資産局への引渡しと解体・売却のため、1991年10月2日付けで除籍された。その後、1994年にインドの民間企業に売却され、解体された。